# Ferdinand Thun (Unternehmer)
Ferdinand Thun (* 14. Februar 1866 in Barmen; † 25. März 1949 in Wyomissing) war ein deutscher Textilmaschinenhersteller.

## Leben
Ferdinand Thun, Sohn des Gelbgießers Ferdinand Thun (1830–1911) und seiner Frau Julie geb. Westkott sowie Enkel des Färbereibesitzers Reinhard Thun (1796–1836), besuchte 1875–1882 die Gewerbeschule in Barmen. Auf Einladung ausgewanderter Freunde arbeitete er 1886–1888 in den USA als Korrespondent und Buchhalter einer Wollfabrik in Stony Creek bei Reading (Pennsylvania). Anschließend kehrte er nach Barmen zurück, um die Fabrikation der Barmer Artikel genauer kennenzulernen.
1889 kehrte Thun in die USA zurück und arbeitete zunächst in New York City in einer Bandwirkerei. Durch seinen Barmer Freund Max Mittendorff lernte er dort Henry Janssen aus Barmen kennen, mit dem er sich schnell anfreundete. Sie hatten ein gemeinsames Interesse an Textilmaschinen, und so eröffneten sie 1892 in Reading eine kleine Werkstatt zur Herstellung von Flechtmaschinen unter dem Namen Textile Machine Works, Thun & Janssen. Ihr Verhältnis zur Belegschaft war auf gegenseitiges Vertrauen gegründet, so dass sie bald als soziale Unternehmer galten. Sie entwickelten Maschinen zur Herstellung von Packkordeln und von Hosenträgerband. 1896 verlegten sie den Betrieb nach Wyomissing. 1899 erhielt die Firma einen Preis auf der Nationalen Exportausstellung in Philadelphia. 1900 gründeten sie die Narrow Fabric Company zur Herstellung der Barmer Artikel. 1906 errichteten sie die Berkshire Knitting Mills zur Herstellung von Damenstrümpfen aus Baumwolle, später auch aus Seide und Kunstfaser mit Maschinen aus ihren Textile Machine Works. Die Maschinenteile wurden in einer eigenen Gießerei gefertigt.
Das ausgedehnte Firmengelände mit den weitläufigen Werksanlagen wurde nachhaltig gestaltet, es gab eine ärztliche Betreuung, eine Altersvorsorge und Einrichtungen für Erholung und Bildung. Thun war dabei immer der vorsichtige Kaufmann und sorgfältige Organisator. Das Krankenhaus von Reading wurde stetig unterstützt, und das Museum und die Kunstgalerie von Reading wurden gefördert.
1936–1937 wurde das Werk von der American Federation of Hosiery Workers 13 Monate lang bestreikt, um das Werk gewerkschaftlich zu organisieren. Es gab Verletzte und den Tod des Arbeiters M. Earl Schlegel, aber das Werk wurde niemals gewerkschaftlich organisiert.
1930 gründete Thun zusammen mit Freunden die Carl Schurz Memorial Foundation zur Pflege deutsch-amerikanischer Kulturbeziehungen, die auch die Angriffe während des Zweiten Weltkrieges gut überstand. Von der Universität Heidelberg erhielt Thun die Ehrendoktorwürde. Jeweils in den Jahren nach dem Ersten Weltkrieg und dem Zweiten Weltkrieg half Thun seiner Heimat Barmen sozial und wirtschaftlich mit Beratung und Unterstützung durch das Bankhaus Ahr, Krath & Co. in Wuppertal-Barmen, das mit der American Nuplax Corporation in Reading, Pa. verbunden war. An Thun erinnert die Ferdinand-Thun-Straße in Barmen.